# Lythria
Lythria is een geslacht van vlinders uit de familie van de spanners (Geometridae). De wetenschappelijke naam van het geslacht is voor het eerst geldig gepubliceerd in 1823 door Jacob Hübner.
Alle soorten komen uit het Palearctisch gebied. Deze vlinders zijn overdag actief.

## Soorten
- Lythria cruentaria (Hufnagel, 1767)
- Lythria plumularia (Freyer, 1831)
- Lythria purpuraria (Linnaeus, 1758)
- Lythria sanguinaria (Duponchel, 1842)
- Lythria venustata (Staudinger, 1882)